# Lidiya Ruslanova
Lidia Andreyevna Ruslanova (đôi khi viết là Lidiya hay Lydia, tiếng Nga: Лидия Андреевна Русланова; 27 tháng 10 năm 1900 ở tỉnh Saratov – 21 tháng 9 năm 1973 ở Moskva) là một trong những người biểu diễn hay nhất và được yêu thích nhất trong các bài hát dân gian Nga..

## Thời trẻ
Cô sinh ra tại làng Chernavka gần Saratov, trong một gia đình nông dân, và được rửa tội như Agafia Leykina (tiếng Nga: Агафья Лейкина) Khi cô lên năm, cả cha mẹ cô đều qua đời; cha cô tử trận trong chiến tranh Nga-Nhật và mẹ cô thì cũng ra đi không lâu sau đó. Kết quả là, cô đã dành phần lớn thời thơ ấu của mình trong một trại trẻ mồ côi. 
Cô bắt đầu hát khi tham gia dàn hợp xướng thiếu nhi giáo xứ địa phương và sớm trở thành nghệ sĩ độc tấu.